# Jean Théodore Delacour

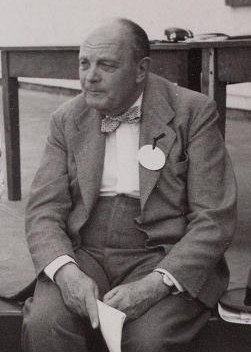
Jean Théodore Delacour

Jean Théodore Delacour (Parijs in Frankrijk, 26 september 1890  – Los Angeles in Verenigde Staten, 5 november 1985) was een Amerikaanse ornitholoog van Franse afkomst. Hij beschreef tientallen nieuwe vogelsoorten en ondersoorten uit China en Indochina. Hij was een succesvol kweker van (vaak zeldzame) diersoorten.

## Levensbeschrijving
Delacour was een nakomeling uit een vermogende familie en verbleef vaak in Picardië op het landgoed van de familie. Het kweken van bijzondere diersoorten had zijn grote belangstelling. Hij stichtte een privé-dierentuin op het landgoed. Hij studeerde biologie aan de Université Lille Nord de France. Tijdens de Eerste Wereldoorlog verrichtte hij zijn dienstplicht in het Franse leger. Het familielandgoed werd geheel verwoest tijdens de oorlog en zijn enige broer sneuvelde. Na de oorlog verhuisde hij naar kasteel Clères in Normandië, waar hij opnieuw een dierentuin oprichtte. In 1967 werd deze collectie overgedragen aan het Muséum national d'histoire naturelle.
Hij nam deel aan een groot aantal wetenschappelijke expedities naar Indochina en vooral Vietnam, maar ook naar Zuid-Amerika (Guyana) en Madagaskar.
In 1939 brandde het kasteel in Normandië geheel af. In 1940 na het uitbreken van de Tweede Wereldoorlog verhuisde hij naar de Verenigde Staten waar hij een betaalde baan kreeg als adviseur bij de voorloper van de  Wildlife Conservation Society. Daarnaast was hij verbonden aan de afdeling die zich bezighield met de biosystematiek van vogels van het  American Museum of Natural History. In 1952 werd hij de directeur van het Natural History Museum of Los Angeles County. In 1960 ging hij met pensioen en bracht de zomers door op het landgoed Clères in Frankrijk en de winters in Los Angeles.
Delacour was medeoprichter van de internationale organisatie voor vogelbescherming, nu bekend als BirdLife International.

## Nalatenschap
Jean Delacour beschreef 2 genera en 19 soorten, zoals de zwartkruindiksnavelmees (Psittiparus margaritae). Daarnaast beschreef hij een veelvoud aan ondersoorten zoals bijvoorbeeld zes ondersoorten van de zilverfazant (Lophura nycthemera).  Hij was, met Pierre Jabouille, de ontdekker van de mysterieuze keizerfazant ('imperial pheasant'), die geen echte soort bleek te zijn maar een natuurlijk voorkomende hybride van Lophura edwardsi (Edwards' fazant) met ondersoort annamensis van L. nycthemera (zilverfazant).

### Boeken (selectie)
- 1931 – Les Oiseaux de L'Indochine Française (4 delen)
- 1945 – Birds of the Philippines (samen met Ernst Mayr)
- 1947 – Birds of Malaysia
- 1951 – The Pheasants of the World
- 1951–64 – The Waterfowl of the World (4 delen)
- 1959 – Wild Pigeons and Doves
- 1966 – The Living Air: The Memoirs of an Ornithologist (autobiografie)
- 1973 – Curassows and Related Birds (samen met Dean Amadon)

- Dit artikel of een eerdere versie ervan is een (gedeeltelijke) vertaling van het artikel Jean Théodore Delacour op de Engelstalige Wikipedia, dat onder de licentie Creative Commons Naamsvermelding/Gelijk delen valt. Zie de bewerkingsgeschiedenis aldaar.

- Biblioteca Nacional de España: XX897721
- Bibliothèque nationale de France: cb11989892c (data)
- Gemeinsame Normdatei: 1053312318
- International Standard Name Identifier: 0000 0001 2131 8622
- Library of Congress Control Number: n85804922
- Nationale Bibliotheek van Tsjechië: xx0282242
- Nationale bibliotheek van Australië: 36215401
- Nationale Bibliotheek van Israël: 987007447895605171
- Nederlandse Thesaurus van Auteursnamen: 072006633
- Réseau des bibliothèques de Suisse occidentale: 02-A000049230
- LIBRIS: 328470
- SNAC: w6k36hw8
- Système universitaire de documentation: 083659234
- Trove: 1230759
- Virtual International Authority File: 49234101
- WorldCat: E39PBJxWX7kpRdJWmvP7v43bBP